# Mistrovství Evropy v basketbalu mužů 1939
3. mistrovství Evropy  v basketbalu proběhlo v dnech 21. – 28. května v Kaunasu v Litvě.
Turnaje se zúčastnilo 8 týmů. Hrálo se v jedné skupině, systémem každý s každým. Mistrem Evropy se stalo družstvo Litvy.

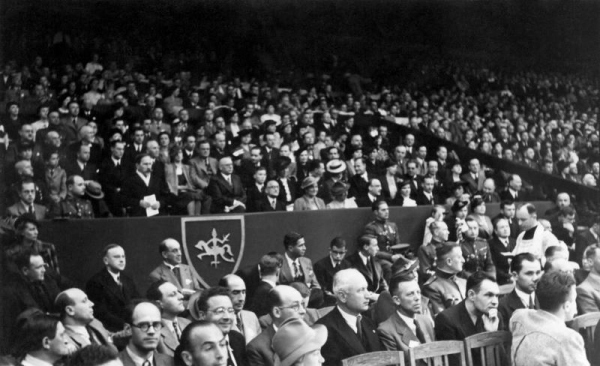
Slavnostní zahájení
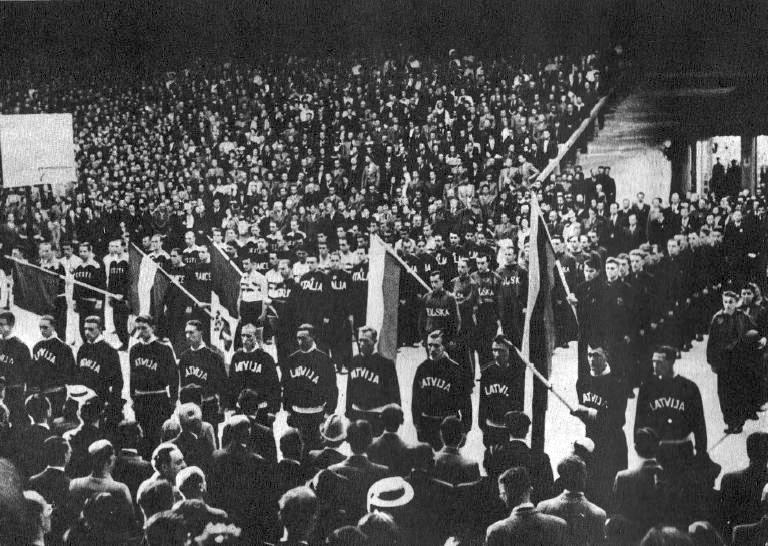
Slavnostní zahájení
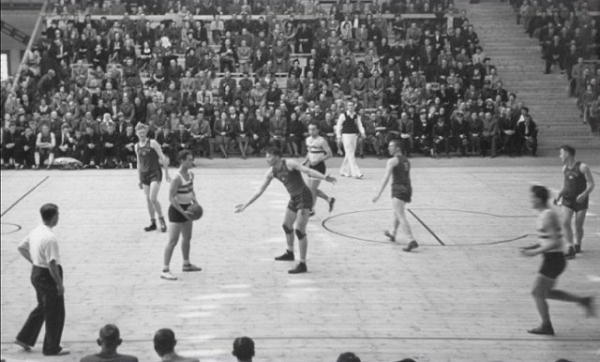
Litva – Maďarsko

## Výsledky a tabulka
|    |          | LIT   | LAT   | POL   | FRA   | EST   | ITA   | HUN   | FIN   | V | P | Skóre   | B  |
| 1. | Litva    | ***   | 37:36 | 46:18 | 48:18 | 33:14 | 41:27 | 79:15 | 112:9 | 7 | 0 | 395:138 | 14 |
| 2. | Lotyšsko | 36:37 | ***   | 43:20 | 45:26 | 25:26 | 38:23 | 58:24 | 108:7 | 5 | 2 | 353:163 | 12 |
| 3. | Polsko   | 18:46 | 20:43 | ***   | 38:36 | 35:31 | 43:27 | 42:20 | 46:13 | 5 | 2 | 242:216 | 12 |
| 4. | Francie  | 18:48 | 26:45 | 36:38 | ***   | 33:31 | 31:24 | 45:19 | 76:11 | 4 | 3 | 265:216 | 11 |
| 5. | Estonsko | 14:33 | 26:25 | 31:35 | 31:33 | ***   | 29:22 | 64:18 | 91:1  | 4 | 3 | 286:167 | 11 |
| 6. | Itálie   | 27:41 | 23:38 | 27:43 | 24:31 | 22:29 | ***   | 39:21 | 63:13 | 2 | 5 | 225:216 | 9  |
| 7. | Maďarsko | 15:79 | 24:58 | 20:42 | 19:45 | 18:64 | 21:39 | ***   | 45:16 | 1 | 6 | 162:343 | 8  |
| 8. | Finsko   | 9:112 | 7:108 | 13:46 | 11:76 | 1:91  | 13:63 | 16:45 | ***   | 0 | 7 | 70:541  | 7  |

| 22. května 1939 18:00 | Zpráva | Francie                   | 76 – 11 | Finsko    |  | Kaunas Rozhodčí: V. Maike (LAT), Paku (HUN) |
| 22. května 1939 18:00 | Zpráva | Skóre po poločasech: 46:9 |         |           |  | Kaunas Rozhodčí: V. Maike (LAT), Paku (HUN) |
| 22. května 1939 18:00 | Zpráva | Lesmayoux 20              | Body    | Saurala 9 |  | Kaunas Rozhodčí: V. Maike (LAT), Paku (HUN) |

| 22. května 1939 19:00 |                            | Polsko | 35 – 31    | Estonsko |  | Kaunas Rozhodčí: Cerekas (LIT), Robin (FRA) |
| 22. května 1939 19:00 | Skóre po poločasech: 28:20 |        |            |          |  | Kaunas Rozhodčí: Cerekas (LIT), Robin (FRA) |
| 22. května 1939 19:00 | Grzechowiak 16             | Body   | Veskila 16 |          |  | Kaunas Rozhodčí: Cerekas (LIT), Robin (FRA) |

| 22. května 1939 20:00 | Zpráva | Itálie                     | 39 – 21 | Maďarsko     |  | Kaunas Rozhodčí: Aleksei Selenoi (EST), Witold Szeremeta (POL) |
| 22. května 1939 20:00 | Zpráva | Skóre po poločasech: 12:16 |         |              |  | Kaunas Rozhodčí: Aleksei Selenoi (EST), Witold Szeremeta (POL) |
| 22. května 1939 20:00 | Zpráva | Bernini 11                 | Body    | Stankovits 8 |  | Kaunas Rozhodčí: Aleksei Selenoi (EST), Witold Szeremeta (POL) |

| 22. května 1939 21:30 | Zpráva | Litva                      | 37 – 36 | Lotyšsko  |  | Kaunas Počet diváků: 10 000 Rozhodčí: Vittorio Ugolini (ITA), Jean Leroy (FRA) |
| 22. května 1939 21:30 | Zpráva | Skóre po poločasech: 15:17 |         |           |  | Kaunas Počet diváků: 10 000 Rozhodčí: Vittorio Ugolini (ITA), Jean Leroy (FRA) |
| 22. května 1939 21:30 | Zpráva | Ruzgys 12                  | Body    | Arents 13 |  | Kaunas Počet diváků: 10 000 Rozhodčí: Vittorio Ugolini (ITA), Jean Leroy (FRA) |

| 23. května 1939 17:00 | Zpráva | Lotyšsko                  | 58 – 24 | Maďarsko |  | Kaunas Rozhodčí: Zaroski (LIT), Aleksei Selenoi (EST) |
| 23. května 1939 17:00 | Zpráva | Skóre po poločasech: 31:7 |         |          |  | Kaunas Rozhodčí: Zaroski (LIT), Aleksei Selenoi (EST) |
| 23. května 1939 17:00 | Zpráva | Smits 25                  | Body    | Csanyl 6 |  | Kaunas Rozhodčí: Zaroski (LIT), Aleksei Selenoi (EST) |

| 23. května 1939 18:15 | Zpráva | Itálie                    | 63 – 13 | Finsko    |  | Kaunas Rozhodčí: Robin (FRA), Kivitis (LAT) |
| 23. května 1939 18:15 | Zpráva | Skóre po poločasech: 32:5 |         |           |  | Kaunas Rozhodčí: Robin (FRA), Kivitis (LAT) |
| 23. května 1939 18:15 | Zpráva | Pasquini 32               | Body    | Saurala 5 |  | Kaunas Rozhodčí: Robin (FRA), Kivitis (LAT) |

| 23. května 1939 19:30 | Zpráva | Litva                      | 33 – 14 | Estonsko  |  | Kaunas Rozhodčí: Witold Szeremeta (POL), Paku (HUN) |
| 23. května 1939 19:30 | Zpráva | Skóre po poločasech: 16:13 |         |           |  | Kaunas Rozhodčí: Witold Szeremeta (POL), Paku (HUN) |
| 23. května 1939 19:30 | Zpráva | Lubinas 10                 | Body    | Erikson 4 |  | Kaunas Rozhodčí: Witold Szeremeta (POL), Paku (HUN) |

| 23. května 1939 20:45 | Zpráva | Polsko                     | 38 – 36 | Francie      |  | Kaunas Rozhodčí: Vittorio Ugolini (ITA), Cerekas (LIT) |
| 23. května 1939 20:45 | Zpráva | Skóre po poločasech: 26:15 |         |              |  | Kaunas Rozhodčí: Vittorio Ugolini (ITA), Cerekas (LIT) |
| 23. května 1939 20:45 | Zpráva | Stok 18                    | Body    | Lesmayoux 16 |  | Kaunas Rozhodčí: Vittorio Ugolini (ITA), Cerekas (LIT) |

| 24. května 1939 17:00 | Zpráva | Lotyšsko                  | 108 – 7 | Finsko     |  | Kaunas Rozhodčí: Zaroski (LIT), Jean Leroy (FRA) |
| 24. května 1939 17:00 | Zpráva | Skóre po poločasech: 61:5 |         |            |  | Kaunas Rozhodčí: Zaroski (LIT), Jean Leroy (FRA) |
| 24. května 1939 17:00 | Zpráva | Smits 24                  | Body    | Heinonen 4 |  | Kaunas Rozhodčí: Zaroski (LIT), Jean Leroy (FRA) |

| 24. května 1939 18:15 | Zpráva | Estonsko                  | 64 – 18 | Maďarsko |  | Kaunas Rozhodčí: Šačkus (LIT), V. Maike (LAT) |
| 24. května 1939 18:15 | Zpráva | Skóre po poločasech: 35:8 |         |          |  | Kaunas Rozhodčí: Šačkus (LIT), V. Maike (LAT) |
| 24. května 1939 18:15 | Zpráva | Veskila 32                | Body    | Stolpa 6 |  | Kaunas Rozhodčí: Šačkus (LIT), V. Maike (LAT) |

| 24. května 1939 19:30 | Zpráva | Francie                    | 31 – 24 | Itálie  |  | Kaunas Rozhodčí: Witold Szeremeta (POL), Aleksei Selenoi (EST) |
| 24. května 1939 19:30 | Zpráva | Skóre po poločasech: 15:17 |         |         |  | Kaunas Rozhodčí: Witold Szeremeta (POL), Aleksei Selenoi (EST) |
| 24. května 1939 19:30 | Zpráva | Lesmayoux 15               | Body    | Bessi 6 |  | Kaunas Rozhodčí: Witold Szeremeta (POL), Aleksei Selenoi (EST) |

| 24. května 1939 20:45 | Zpráva | Litva                     | 46 – 18 | Polsko        |  | Kaunas Počet diváků: 11 000 Rozhodčí: Paku (HUN), Vittorio Ugolini (ITA) |
| 24. května 1939 20:45 | Zpráva | Skóre po poločasech: 25:9 |         |               |  | Kaunas Počet diváků: 11 000 Rozhodčí: Paku (HUN), Vittorio Ugolini (ITA) |
| 24. května 1939 20:45 | Zpráva | Lubinas 19                | Body    | Grzechowiak 6 |  | Kaunas Počet diváků: 11 000 Rozhodčí: Paku (HUN), Vittorio Ugolini (ITA) |

| 25. května 1939 17:00 | Zpráva | Estonsko                  | 91 – 1 | Finsko     |  | Kaunas Rozhodčí: Jean Leroy (FRA), Körmendy (HUN) |
| 25. května 1939 17:00 | Zpráva | Skóre po poločasech: 47:0 |        |            |  | Kaunas Rozhodčí: Jean Leroy (FRA), Körmendy (HUN) |
| 25. května 1939 17:00 | Zpráva | Veskila 28                | Body   | Salminen 1 |  | Kaunas Rozhodčí: Jean Leroy (FRA), Körmendy (HUN) |

| 25. května 1939 18:15 | Zpráva | Polsko                     | 42 – 20 | Maďarsko     |  | Kaunas Rozhodčí: Zaroski (LIT), Kivitis (LAT) |
| 25. května 1939 18:15 | Zpráva | Skóre po poločasech: 22:13 |         |              |  | Kaunas Rozhodčí: Zaroski (LIT), Kivitis (LAT) |
| 25. května 1939 18:15 | Zpráva | Grzechowiak 10             | Body    | Stankovits 9 |  | Kaunas Rozhodčí: Zaroski (LIT), Kivitis (LAT) |

| 25. května 1939 19:30 | Zpráva | Lotyšsko                  | 38 – 23 | Itálie    |  | Kaunas Rozhodčí: Cerekas (LIT), Paku (HUN) |
| 25. května 1939 19:30 | Zpráva | Skóre po poločasech: 17:9 |         |           |  | Kaunas Rozhodčí: Cerekas (LIT), Paku (HUN) |
| 25. května 1939 19:30 | Zpráva | Melderis 15               | Body    | Novelli 5 |  | Kaunas Rozhodčí: Cerekas (LIT), Paku (HUN) |

| 25. května 1939 20:45 | Zpráva | Litva                     | 48 – 18 | Francie  |  | Kaunas Rozhodčí: Witold Szeremeta (POL), Vittorio Ugolini (ITA) |
| 25. května 1939 20:45 | Zpráva | Skóre po poločasech: 23:6 |         |          |  | Kaunas Rozhodčí: Witold Szeremeta (POL), Vittorio Ugolini (ITA) |
| 25. května 1939 20:45 | Zpráva | Lubinas 12                | Body    | Frezot 5 |  | Kaunas Rozhodčí: Witold Szeremeta (POL), Vittorio Ugolini (ITA) |

| 25. května 1939 17:00 | Zpráva | Litva                     | 79 – 15 | Maďarsko     |  | Kaunas Rozhodčí: V. Maike (LAT), Robin (FRA) |
| 25. května 1939 17:00 | Zpráva | Skóre po poločasech: 29:9 |         |              |  | Kaunas Rozhodčí: V. Maike (LAT), Robin (FRA) |
| 25. května 1939 17:00 | Zpráva | Puzinaukas 21             | Body    | Stankovits 6 |  | Kaunas Rozhodčí: V. Maike (LAT), Robin (FRA) |

| 26. května 1939 18:15 | Zpráva | Polsko                    | 46 – 13 | Finsko     |  | Kaunas Rozhodčí: Zaroski (LIT), Király (HUN) |
| 26. května 1939 18:15 | Zpráva | Skóre po poločasech: 20:6 |         |            |  | Kaunas Rozhodčí: Zaroski (LIT), Király (HUN) |
| 26. května 1939 18:15 | Zpráva | Bartosiewicz 14           | Body    | Salminen 6 |  | Kaunas Rozhodčí: Zaroski (LIT), Király (HUN) |

| 26. května 1939 19:30 | Zpráva | Estonsko                   | 29 – 22 | Itálie    |  | Kaunas Rozhodčí: Jean Leroy (FRA), Kivitis (LAT) |
| 26. května 1939 19:30 | Zpráva | Skóre po poločasech: 19:11 |         |           |  | Kaunas Rozhodčí: Jean Leroy (FRA), Kivitis (LAT) |
| 26. května 1939 19:30 | Zpráva | Veskila 15                 | Body    | Bernini 6 |  | Kaunas Rozhodčí: Jean Leroy (FRA), Kivitis (LAT) |

| 26. května 1939 20:45 | Zpráva | Lotyšsko                   | 45 – 26 | Francie      |  | Kaunas Rozhodčí: Cerekas (LIT), Vittorio Ugolini (ITA) |
| 26. května 1939 20:45 | Zpráva | Skóre po poločasech: 21:13 |         |              |  | Kaunas Rozhodčí: Cerekas (LIT), Vittorio Ugolini (ITA) |
| 26. května 1939 20:45 | Zpráva | Smits 20                   | Body    | Lesmayoux 12 |  | Kaunas Rozhodčí: Cerekas (LIT), Vittorio Ugolini (ITA) |

| 26. května 1939 17:00 | Zprávy | Francie                   | 45 – 19 | Maďarsko |  | Kaunas Rozhodčí: Šačkus (LIT), Kivitis (LAT) |
| 26. května 1939 17:00 | Zprávy | Skóre po poločasech: 20:9 |         |          |  | Kaunas Rozhodčí: Šačkus (LIT), Kivitis (LAT) |
| 26. května 1939 17:00 | Zprávy | Katlama 13                | Body    | Csanyl 6 |  | Kaunas Rozhodčí: Šačkus (LIT), Kivitis (LAT) |

| 27. května 1939 18:15 | Zpráva | Litva                     | 112 – 9 | Finsko     |  | Kaunas Rozhodčí: Robin (FRA), Körmendy (HUN) |
| 27. května 1939 18:15 | Zpráva | Skóre po poločasech: 48:3 |         |            |  | Kaunas Rozhodčí: Robin (FRA), Körmendy (HUN) |
| 27. května 1939 18:15 | Zpráva | Budriunas 28              | Body    | Salminen 3 |  | Kaunas Rozhodčí: Robin (FRA), Körmendy (HUN) |

| 27. května 1939 19:30 | Zpráva | Estonsko                                     | 26 – 25 | Lotyšsko | prodl. | Kaunas Rozhodčí: Vittorio Ugolini (ITA), Witold Szeremeta (POL) |
| 27. května 1939 19:30 | Zpráva | Skóre po poločasech: 6:12, 24:24 Prodl.: 2:1 |         |          | prodl. | Kaunas Rozhodčí: Vittorio Ugolini (ITA), Witold Szeremeta (POL) |
| 27. května 1939 19:30 | Zpráva | Viksten 11                                   | Body    | Smits 13 | prodl. | Kaunas Rozhodčí: Vittorio Ugolini (ITA), Witold Szeremeta (POL) |

| 27. května 1939 20:45 | Zpráva | Polsko                     | 47 – 27 | Itálie    |  | Kaunas Rozhodčí: Cerekas (LIT), Paku (HUN) |
| 27. května 1939 20:45 | Zpráva | Skóre po poločasech: 21:12 |         |           |  | Kaunas Rozhodčí: Cerekas (LIT), Paku (HUN) |
| 27. května 1939 20:45 | Zpráva | Grzechowiak 17             | Body    | Bernini 7 |  | Kaunas Rozhodčí: Cerekas (LIT), Paku (HUN) |

| 27. května 1939 17:00 |                           | Maďarsko | 45 – 16   | Finsko |  | Kaunas Rozhodčí: Robin (FRA), Aleksei Selenoi (EST) |
| 27. května 1939 17:00 | Skóre po poločasech: 22:8 |          |           |        |  | Kaunas Rozhodčí: Robin (FRA), Aleksei Selenoi (EST) |
| 27. května 1939 17:00 | S. Csányi 16              | Body     | Saurala 7 |        |  | Kaunas Rozhodčí: Robin (FRA), Aleksei Selenoi (EST) |

| 28. května 1939 18:15 | Zpráva | Francie                                      | 33 – 31 | Estonsko   | prodl. | Kaunas Rozhodčí: Cerekas (LIT), V. Maike (LAT) |
| 28. května 1939 18:15 | Zpráva | Skóre po poločasech: 17:9, 28:28 Prodl.: 5:3 |         |            | prodl. | Kaunas Rozhodčí: Cerekas (LIT), V. Maike (LAT) |
| 28. května 1939 18:15 | Zpráva | Lesmayoux 11                                 | Body    | Veskila 12 | prodl. | Kaunas Rozhodčí: Cerekas (LIT), V. Maike (LAT) |

| 28. května 1939 19:30 | Zpráva | Lotyšsko                   | 43 – 20 | Polsko  |  | Kaunas Rozhodčí: Jean Leroy (FRA), Vittorio Ugolini (ITA) |
| 28. května 1939 19:30 | Zpráva | Skóre po poločasech: 10:12 |         |         |  | Kaunas Rozhodčí: Jean Leroy (FRA), Vittorio Ugolini (ITA) |
| 28. května 1939 19:30 | Zpráva | Melderis 17                | Body    | Stok 10 |  | Kaunas Rozhodčí: Jean Leroy (FRA), Vittorio Ugolini (ITA) |

| 28. května 1939 20:45 |  | Litva | 41 – 27 | Itálie |  | Kaunas Rozhodčí: Paku (HUN), Witold Szeremeta (POL) |

## Soupisky
1.  Litva
| - Jurgis Jurgėla - Pranas Mažeika - Vytautas Norkus - Artūras Andrulis - Pranas Lubinas | - Vytautas Budriūnas - Zenonas Puzinauskas - Leonas Baltrūnas - Feliksas Kriaučiūnas - Mykolas Ruzgys | - Vytautas Leščinskas - Eugenijus Nikolskis - Leonas Petrauskas - Mindaugas Šliūpas - Artūras Cenfeldas |

Hrající trenér: Pranas Lubinas
2.  Lotyšsko
| - Aleksandrs Vanags - Alfrēds Krauklis - Teodors Grīnbergs - Maksis Kazāks | - Voldemārs Šmits - Jānis Graudiņš - Visvaldis Melderis - Kārlis Ārents | - Juris Solovjovs - Kārlis Satiņš - Justas - Laukevics |

Trenér: Valdemārs Baumanis
3.  Polsko
| - Jerzy Gregołajtis - Bogdan Bartosiewicz - Jarosław Śmigielski - Zbigniew Reich | - Florian Grzechowiak - Stanisław Pawłowski - Paweł Stok - Jerzy Rossudowski | - Zdzisław Kasprzak - Ewaryst Łój - Wlodzimierz Plawczyk |

Trenér: Walenty Kłyszejko
4.  Francie
| - Vladimir Fabrikant - Henri Lesmayoux - Fernand Prud’homme - Jean Jeammes - Étienne Roland | - Émile Frezot - Robert Cohu - Maurice Mertz - Abel Gravier - Robert Busnel | - André Ambroise - Gaston Falleur - Gabriel Gonnet - Alexandre Katlama |

Trenér: Paul Geist
5.  Estonsko
| - Valdeko Valdmäe - Oskar Erikson - Herbert Tillemann - Ralf Viksten | - Georg Vinogradov - Artur Amon - Hans Juurup | - Erich Altosaar - Heino Veskila - Evald Mahl |

Trenér: Herbert Niiler
6.  Itálie
| - Giancarlo Marinelli - Mino Pasquini - Mario Novelli - Venzo Vannini | - Michele Pelliccia - Gelsomino Girotti - Ambrogio Bessi - Giuseppe Bernini | - Aldo Tambone - Bruno Renner - Giovanbattista Pellegrini |

Trenér: Decio Scuri
7.  Maďarsko
| - Aba Szathmáry - János Gyimesi - Géza Bajári - Ferenc Velkei | - Géza Kardos - Gyula Stolpa - István Szamosi - Sándor Csányi | - Zoltán Csányi - János Szabó - Stankovits |

Trenér: István Király
8.  Finsko
| - Martti Salminen - Kalevi Ihalainen - Ilkka Törrönen - Erkki Saurala | - Pentti Vuollekoski - Pauli Sarkkula - Manne Heinonen - Erkki Kinden | - Vladi Marmo - Reino Valtonen - Alo Suurna |

Trenér: Osmo Kupiainen